# 재즈 매거진

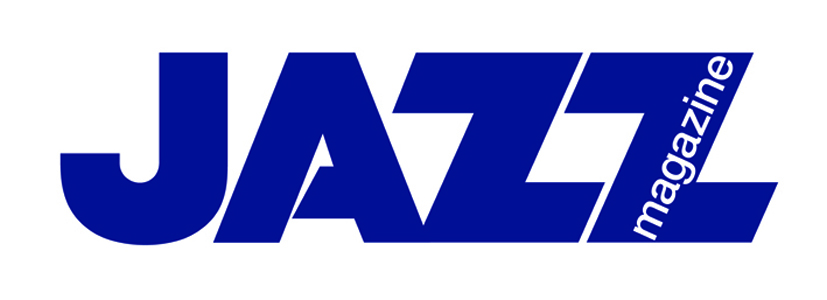
재즈 매거진의 로고

재즈 매거진(Jazz Magazine)은 프랑스의 재즈 전문 잡지이다.

## 역사
1950년 니콜 바클레이와 에디 바클레이, 자크 수플레가 창간하였다. 재즈 매거진에 오기 위해 재즈 핫을 떠났던 프랑크 테노와 다니엘 필리파치가 창간 후 얼마 안 되어 잡지의 감독이 되었으며, 1956년부터 잡지를 소유하게 되었다.
최초의 편집장 중 한 명은 1962년부터 1971년까지 활동한 장루이 기니브르였으며, 이를 저널리스트이자 작가인 필리프 카를이 이어 받았다. 카를은 1971년부터 2007년까지 잡지에 남았으며, 이후 프레데릭 고티에게 편집장 자리를 넘겨주었다.
필립 카를이 아방가르드 재즈와 프리 재즈를 중점으로 다루었으나, 프린스를 좋아했던 프레데릭 고티가 편집장 자리에 오르며 보다 절충적인 취향의 잡지로 변하였다. 2009년에는 경제 위기로 인한 수입 감소 우려로 다른 재즈 잡지인 재즈맨과 합쳐졌다.